# 시키미촌 (나가사키현)
시키미촌(式見村)은 나가사키현 니시소노기군에 설치된 촌이다. 